# Bailey De Young
Bailey Marie De Young (Sacramento, 16 de septiembre de 1989) es una actriz y bailarina estadounidense. Interpretó a Ginny Thompson en la serie Bunheads y a Lauren Cooper en la serie de MTV Faking It.

## Biografía
Bailey se graduó de la American Musical and Dramatic Academy (AMDA) en Nueva York.
Es una bailarina de ballet entrenada, actividad que practica desde los 7 años.
El 4 de agosto de 2014 se casó con Tyler De Young.

## Carrera
En 2012 se unió al elenco principal de la serie Bunheads donde dio vida a la bailarina Virginia "Ginny" Thompson, hasta el final de la serie en 2013.
En 2014 se unió al elenco de la serie Faking It interpretando a la estudiante Lauren Cooper, la hermanastra de Amy Raudenfeld (Rita Volk), hasta el 2016 
En ese mismo año se unió al elenco de la película para la televisión Petals on the Wind donde interpretó a Carrie Dollanganger, la hermana más pequeña de los Dollanganger.

## Filmografía

### Series de televisión
| Año        | Título                            | Personaje      | Notas                         |
| ---------- | --------------------------------- | -------------- | ----------------------------- |
| 2016       | Gilmore Girls: A Year in the Life | Heidi          | episodio "Summer" - miniserie |
| 2014-2016  | Faking It                         | Lauren Cooper  | 38 episodios                  |
| 2014       | Baby Daddy                        | Bailey         | episodio "The Wingmom"        |
| 2012, 2013 | The Middle                        | Jenna Taylor   | 2 episodios                   |
| 2012-2013  | Bunheads                          | Ginny Thompson | 18 episodios                  |

### Películas
| Año  | Título             | Personaje           | Notas                                                                      |
| ---- | ------------------ | ------------------- | -------------------------------------------------------------------------- |
| 2014 | Petals on the Wind | Carrie Dollanganger | junto a Rose McIver, Wyatt Nash, Heather Graham, Ellen Burstyn & Will Kemp |

### Teatro
| Año | Obra          | Personaje | Notas   |
| --- | ------------- | --------- | ------- |
| -   | The Music Man | -         | musical |
| -   | Hello, Dolly! | -         | musical |

## Premios y nominaciones
| Año  | Categoría                                                                                      | Premio            | Serie     | Resultado |
| ---- | ---------------------------------------------------------------------------------------------- | ----------------- | --------- | --------- |
| 2014 | Choice TV: Breakout Show (junto a Gregg Sulkin, Rita Volk, Katie Stevens & Michael J. Willett) | Teen Choice Award | Faking It | Ganaron   |